# Federico Gaio
Federico Gaio (* 5. März 1992 in Faenza) ist ein italienischer Tennisspieler.

## Karriere
Gaio spielt hauptsächlich auf der ATP Challenger Tour. Auf der ITF Future Tour gewann er zudem bislang neun Einzel- sowie vier Doppeltitel.
2015 kam er in Rom bei den Internazionali BNL d’Italia durch eine Wildcard zu seinem Debüt auf der ATP World Tour. In der Auftaktrunde unterlag er dort Leonardo Mayer mit 3:6, 4:6.

## Erfolge
| Legende (Anzahl der Siege)  |
| Grand Slam                  |
| ATP World Tour Finals       |
| ATP World Tour Masters 1000 |
| ATP World Tour 500          |
| ATP World Tour 250          |
| ATP Challenger Tour (8)     |

### Einzel

#### Turniersiege
| Nr. | Datum           | Turnier       | Belag     | Finalgegner        | Ergebnis              |
| --- | --------------- | ------------- | --------- | ------------------ | --------------------- |
| 1.  | 17. Juli 2016   | San Benedetto | Sand      | Constant Lestienne | 6:2, 1:6, 6:3         |
| 2.  | 31. Juli 2016   | Biella        | Sand      | Thomaz Bellucci    | 7:65, 6:2             |
| 3.  | 11. August 2019 | Manerbio      | Sand      | Paolo Lorenzi      | 6:3, 6:1              |
| 4.  | 26. Januar 2020 | Bangkok       | Hartplatz | Robin Haase        | 6:1, 4:6, 4:2 Aufgabe |

### Doppel

#### Turniersiege
| Nr. | Datum           | Turnier       | Belag | Partner            | Finalgegner                      | Ergebnis          |
| --- | --------------- | ------------- | ----- | ------------------ | -------------------------------- | ----------------- |
| 1.  | 17. Juli 2016   | San Benedetto | Sand  | Stefano Napolitano | Facundo Argüello Sergio Galdós   | 6:3, 6:4          |
| 2.  | 1. Oktober 2016 | Rom           | Sand  | Stefano Napolitano | Marin Draganja Tomislav Draganja | 6:72, 6:2, [10:3] |
| 3.  | 16. Juni 2018   | Caltanissetta | Sand  | Andrea Pellegrino  | Blaž Rola Jiří Veselý            | 7:64, 7:65        |
| 4.  | 29. Juli 2023   | Verona        | Sand  | Andrea Pellegrino  | Daniel Dutra da Silva Nick Hardt | 7:66, 6:2         |

#### Finalteilnahmen
| Nr. | Datum            | Turnier        | Belag | Partner          | Finalgegner                        | Ergebnis         |
| --- | ---------------- | -------------- | ----- | ---------------- | ---------------------------------- | ---------------- |
| 1.  | 23. Februar 2020 | Rio de Janeiro | Sand  | Salvatore Caruso | Marcel Granollers Horacio Zeballos | 4:6, 7:5, [7:10] |